# 濃度 (数学)
数学、特に集合論において、濃度（のうど、英: cardinality カーディナリティ）とは、有限集合における「元の個数」を一般の集合に拡張したものである。
集合の濃度は基数 (cardinal number) と呼ばれる数によって表される。歴史的には、カントールにより初めて無限集合のサイズが一つではないことが見出された。
集合 X と Y の間に全単射が存在するとき X ≈ Y  と書き、X と Y は濃度が等しいという。
集合 X から集合 Y への単射が存在するとき X ≾ Y と書き、X の濃度は Y の濃度以下であるという。
集合 X と Y について、X ≾ Y だが X ≈ Y でないとき、X ≺ Y と書き、X の濃度は Y の濃度より小さいという。
シュレーダー=ベルンシュタインの定理により、X ≾ Y かつ Y ≾ X なら、X ≈ Y  が成り立つ。さらに、選択公理を仮定すれば、任意の集合 X と Y に対して、X ≾ Y または Y ≾ X が成り立つ。
| X | = | Y | ⇔ X ≈ Y  が常に成り立つ集合への数学的対象の割り当てを濃度といい、濃度として割り当てられる数学的対象を基数という（濃度 | X | は card(X), #X などとも表記される）。

## 定義
（カントールによって暗に、フレーゲやプリンキピア・マテマティカにおいて明確に示されていた）集合 X の濃度の最も古い定義は、X と一対一対応のつくすべての集合からなるクラス [X] としての定義である。
これは、ZFCや関連する集合論の公理系ではうまく機能しない。
それは、X が空でないならば、一対一対応のつくすべての集合を集めたものは集合にしては大きすぎるからである。
実際、X を空でない集合としたとき、集合 S に {S} × X を対応させる写像を考えることによって、宇宙から [X] への単射が存在し、サイズの限界より、[X] は真のクラスである。

### フォン・ノイマンの割り当て
選択公理を仮定すると集合 X に対し濃度 | X | を
| X | := min{α ∈ ON :集合 α と集合 X との間に全単射な写像が少なくとも1つ存在する。}
と定義できる。ただし、 ON は、順序数のクラス。

### スコットのトリック
正則性公理の元、任意のクラスに対し画一的に（そのクラスの部分クラスとなる）集合を割り当てる方法であるスコットのトリックを使うと、 整列可能とは限らない集合 X に濃度 | X | を以下のように割り当てることができる（詳しくはスコットのトリックを参照）。
| X | := {A :集合 A と集合 X との間に全単射な写像が少なくとも1つ存在する。 かつ、任意の集合 B に対し「集合 B と集合 X との間に全単射な写像が少なくとも1つ存在するならば、 rank( A) ≤ rank( B) である。}」が成り立つ。
どのような定義を採用するにしろ集合の濃度が等しいのは、それらの間に全単射が構成できるちょうどそのときである。

## 様々な集合の濃度

### 有限集合
有限集合の濃度は自然数を使って表せる。濃度がn である集合をn 点集合という。

### 可算集合
自然数全体からなる集合の濃度を可算無限濃度または単に可算濃度という（古くは可付番濃度とも呼ばれた）。通常、{\displaystyle \aleph _{0}}（アレフ・ゼロ）あるいは {\displaystyle {\mathfrak {a}}} と表記される。{\displaystyle \aleph }はヘブライ文字のアレフである。濃度が可算無限になる集合を可算無限集合または単に可算集合（英: countable set）という。たとえば、整数全体からなる集合、有理数全体からなる集合はいずれも可算無限集合である。可算無限以下である濃度を高々可算な濃度または単に可算濃度という。
可算無限濃度には以下の性質がある。
- {\displaystyle \aleph _{0}} は極小な無限濃度である。すなわち、{\displaystyle \kappa } が {\displaystyle \aleph _{0}} より小さい濃度ならば、{\displaystyle \kappa } は有限濃度（すなわち自然数）である。
- 選択公理を仮定すると、{\displaystyle \aleph _{0}} は最小な無限濃度である。すなわち、全ての無限濃度 {\displaystyle \kappa } に対して、{\displaystyle \aleph _{0}\leq \kappa } が成り立つ。

### 非可算集合
連続体濃度とは実数全体からなる集合の濃度である。{\displaystyle \aleph } あるいは {\displaystyle {\mathfrak {c}}} と表記される（ベート数を使って {\displaystyle \beth _{1}} と書くこともできる）。カントールの対角線論法によって {\displaystyle \aleph _{0}<\aleph } が成り立つことが証明される。ユークリッド空間をはじめとする多くの有限次元の空間が連続体濃度を持つ。さらにはユークリッド空間の上の連続関数全体や可分なヒルベルト空間全体もこの濃度である。
連続体濃度の冪濃度は {\displaystyle \beth _{2}} あるいは {\displaystyle 2^{\mathfrak {c}}} などと表記される。ユークリッド空間上の関数全体などはこの濃度を持つ。

## 集合演算と濃度
濃度の間に以下の演算が定義される（詳しくは基数#基数演算を参照）。
- {\displaystyle |X|+|Y|:=|X\sqcup Y|} を {\displaystyle |X|} と {\displaystyle |Y|} の和という。 （ただし {\displaystyle X\sqcup Y} は {\displaystyle X} と {\displaystyle Y} の直和 {\displaystyle (X\times \{0\})\cup (Y\times \{1\})} のこと。）
- {\displaystyle |X|\cdot |Y|:=|X\times Y|} を {\displaystyle |X|} と {\displaystyle |Y|} の積という。 （ただし {\displaystyle X\times Y} は {\displaystyle X} と {\displaystyle Y} の直積。）
- {\displaystyle |X|^{|Y|}:=|X^{Y}|} を {\displaystyle |X|} を底、{\displaystyle |Y|} を指数とする冪という。

（ただし XY は Y から X への写像全体。）
このとき以下が成立。
- {\displaystyle |X\cup Y|+|X\cap Y|=|X|+|Y|}
- {\displaystyle |{\mathcal {P}}(X)|=2^{|X|}}